# Haploniscus similis
Haploniscus similis är en kräftdjursart som beskrevs av Yakov Avadievich Birstein 1968. Haploniscus similis ingår i släktet Haploniscus och familjen Haploniscidae. Inga underarter finns listade i Catalogue of Life.